# Federico Copes
Federico Copes (Moreno, Buenos Aires, 18 de junio de 2002) es un baloncesista argentino que juega en las posiciones de escolta o alero en el Alimerka Oviedo de la Primera FEB de España.

## Trayectoria
Copes practicó minibasket en Defensores de Moreno, antes de ingresar en las divisiones formativas de Los Indios a sus 11 años. Su talento no pasó desapercibido, por lo que integró la selección de FEBAMBA que conquistó el Campeonato Argentino de Básquet Sub-17 en 2018. Luego de ello -y gracias también a su actuación previa en los NBA Academy Games como parte del equipo Latinoamérica-, Copes estuvo dos meses en la NBA Latin America Academy en México.
En enero de 2019 retornó a la Argentina para comenzar a jugar como profesional con Los Indios, club que en ese entonces militaba en el Torneo Federal de Básquetbol. Ocho meses después pasó a jugar en la máxima categoría del baloncesto profesional argentino al ser fichado por Platense. En sus dos años allí jugó tanto con el equipo mayor en la Liga Nacional de Básquet como con el equipo reserva en la Liga de Desarrollo.
Copes decidió dejar su país en septiembre de 2021 para incursionar en el baloncesto español. Su primer equipo fue el Basket León de la Liga EBA, que en 2022 se fusionó al Baloncesto Reino de León para formar la Cultural y Deportiva Leonesa. Consiguió el ascenso a la Liga LEB Plata durante su segunda temporada en ese club, siendo considerado uno de los jugadores más destacados en el plantel.
En mayo de 2024 se unió a los Guerreros Neaume Marco Cepeda de Santo Domingo, Ecuador, club enrolado en la Liga BásquetPro. Dado que su equipo no accedió a los playoffs, Copes dejó el club en agosto y retornó a España para unirse al CB L'Horta Godella de la Segunda FEB. Tras destacarse durante la temporada en el rol de anotador, el 7 de julio de 2025 se anunció que fue contratado por el Alimerka Oviedo de la Primera FEB.

## Selección nacional
En 2018 integró el combinado juvenil que representó a la Argentina en el Torneo Internacional TBF Sub-16 en Turquía. La buena actuación en esa competición, influyó en la convocatoria que recibió para disputar el Campeonato Mundial de Baloncesto Sub-17 de 2018. Posteriormente Copes también representaría a su país en el Campeonato Sudamericano de Baloncesto Sub-17 de 2019 y en el Campeonato Mundial de Baloncesto Sub-19 de 2021.